# Megalodon (film 2018)
Megalodon è un film televisivo del 2018, diretto da James Thomas.

## Trama
L'equipaggio di una nave militare statunitense inviata a recuperare un sottomarino russo, si ritrova faccia a faccia con un megalodonte liberato per errore proprio dall'equipaggio del sottomarino.

## Produzione
Le scene esterne sulla nave sono state filmate sulla SS Lane Victory, nave della Seconda Guerra Mondiale ed ora museo nautico, situata a San Pedro.

## Distribuzione
Il film venne trasmesso in televisione il 13 agosto 2018 sul canale Sci-Fi Channel per capitalizzare il film Shark - Il primo squalo, distribuito nei cinema il 10 agosto 2018.